# Abraham Jacobi
Pour les articles homonymes, voir Jacobi.
Abraham Jacobi (6 mai 1830 à Hille - 10 juillet 1919 à Lake George) est un médecin d’origine allemande, pionnier de la pédiatrie américaine.

## Biographie
Il est né à Hartum (aujourd’hui Hille) en Westphalie (Allemagne) dans une famille très modeste qui fut incitée à ne pas trop s'investir sur sa progéniture tellement le bébé Jacobi semblait souffreteux. D'où le fait que Jacobi était probablement atteint de rachitisme dans sa jeunesse à cause de la malnutrition, ce qui explique sa petite corpulence d'adulte, avec une tête léonine sur un petit corps. Cependant, sa mère se sacrifiera, par la suite, pour lui donner la meilleure éducation possible. Après des études itinérantes (comme de coutume à l'époque) dès 18 ans à Greifswald, puis à Gottingen, il sort diplômé de l'Université de médecine de Bonn en 1851. Peu de temps après, galvanisé par ses lectures, notamment sur Guillaume Tell, on le trouve sympathisant du mouvement révolutionnaire allemand où il fréquente Carl Schurz, le leader de la Fédération des communistes « Angeschuldigt » (cf. Révolution de mars 1848). Ce dernier l'inscrit sur sa liste d'activistes. Le docteur Jacobi, reconnu, est arrêté et condamné pour trahison.
Libéré au bout de deux ans d'emprisonnement en 1853, il s’exile d’abord en Angleterre puis, dès l'automne suivant, aux États-Unis (comme son ami Schurz un peu plus tard) où il s’installe à New York comme médecin. Mais toute sa vie, il gardera cet esprit rebelle, notamment en luttant contre les préjugés scientifiques et les absurdités qui lui avaient été enseignés, pour imposer ses idées nouvelles auprès de ses pairs et des politiques.
En 1861, il devient professeur au New York Medical College, où il enseigne les maladies infantiles. De 1867 à 1870, il occupe une chaire au département médical de l’Université (City University) de New York, puis en tant que professeur clinicien des maladies infantiles à l'université Columbia de 1870 à 1892, bien qu'il y continua ses activités jusqu'en 1902.
Il deviendra le président des sociétés de pathologie et obstétrique de New York et, à deux reprises, le président de la Société de Médecine du comté de New York. Toujours dans cette ville, il est expert-consultant de l'Hôpital allemand en 1857, de l'hôpital Mount Sinai en 1860, de l'orphelinat hébreu de Randall's island en 1868 et de l'hôpital Bellevue en 1874. En 1882, il devient le président de la Société de médecine de l'État new-yorkais, et en 1885, le président de l'Académie de médecine de New York.
Il refusera en 1894 l'invitation de l'université de Berlin de retourner en Allemagne pour y donner des conférences sur la pédiatrie.
Il est l’un des fondateurs du premier journal d’obstétrique américain (American Journal of Obstetrics and Diseases of Women and Children) en 1868. Mais il est surtout considéré comme le père de la pédiatrie américaine parce qu’il ouvrit le premier hôpital pour enfants aux USA dès 1860 à New York.
Il est aussi l'auteur de recherches ayant permis le développement de cette discipline, qui donneront lieu à de nombreuses publications (cf. infra), s'intéressant notamment à la formation des sages-femmes concernant les maladies infantiles (divers articles dans les revues médicales, conférences et rapports).
Son épouse, d'origine anglaise, Mary Corinna Putnam Jacobi (mariage en 1873), était également un médecin célèbre, engagée dans l'éducation médicale des femmes, première femme américaine à être élue à l'Académie de médecine. Auparavant, elle fut d'ailleurs l'une des premières femmes étudiantes à l'École de Médecine de Paris (1871). Elle est aussi la fille de George Palmer Putnam, le fondateur de GP Putnam & Sons (éditeur américain). Trois enfants naquirent de cette union.
Le professeur Jacobi reçu de son vivant les honneurs suprêmes des universités du Michigan, Yale, Harvard, Columbia et Jefferson. Il est mort à Lake George, dans l'État de New York,États-Unis ,à l'âge de 89 ans. Sa tombe se trouve dans le cimetière de Green Wood à New York.

## Publications
- (en) Contributions pour les sages-femmes, concernant les  femmes et les maladies infantiles (Contributions to Midwifery and Diseases of Women and Children), avec Emil Noeggerath[5] (1859), un sujet sur lequel il publiera régulièrement;
- (en) Dentition et ses dérangements (Dentition and its Derangements) (1862);
- (en) Soins et éducation des enfants enfants abandonnés en Europe (The Raising and Education of Abandoned Children in Europe) (1870);
- (en) La Nutrition des enfants (Infant Diet) (1874);
- (en) Traité sur la diphtérie (Treatise on Diphtheria) (1880);
- (de)  participation au chapitre sur « Les soins et la nutrition des enfants, la diphtérie et la dysenterie » (the care and nutrition of children, diphtheria, and dysentery), dans l'ouvrage de Carl Gerhardt[6] Lehrbuch der Kinderkrankheiten (Manuel des maladies infantiles) ;
- (en)  participation au chapitre sur "La diphtérie, le rachitisme et la laryngite" (diphtheria, rachitis, and laryngitis) dans l'ouvrage de William Pepper[7] "System of Practical Medicine" (Manuel de pratiques médicales) (1877);
- (en)  communication sur Le Sarcome de Kidney chez le fœtus et l'enfant (Sarcoma of the Kidney in the fœtus and Infant) in "Transactions", Congrès international périodique des sciences médicales de Copenhague (1884).
- (en)  "Thérapeutique des nourrissons et des jeunes enfants" (Therapeutics of Infancy and Childhood)  (ISBN 978-1-4179-6262-4)
- (en)  "Les maladies intestinales des nourrissons et des jeunes enfants" (The Intestinal diseases of infancy and childhood) v. 2, 1890 - GS Davis
- (en)  "Histoire de la pédiatrie à New York" (History of Pediatrics in New York), Archives of Pediatrics, 34, 1917. p. 144
- (en)  "L'histoire de la pédiatrie et la relation avec les autres disciplines scientifiques" (The History of Pediatrics and its Relation to other Sciences and Arts), Archives of Pediatrics XXI, 11 novembre 1904, pp. 801–832 et Congress of Arts and Science, VI, 1906
- (en)  "Reminiscences of Medical Practitioners in New York during the Period of the Early History of the Academy [of Medicine]", Medical Record, 1907, LXXI, 129-134
- (en)  "Some of the Benefits Derived from Medical Libraries". Cleveland Medical Journal, 1906, V, 387-405
- (en)  "The Physical Cost of Women's Work", Charities and The Commons, February 2,1907

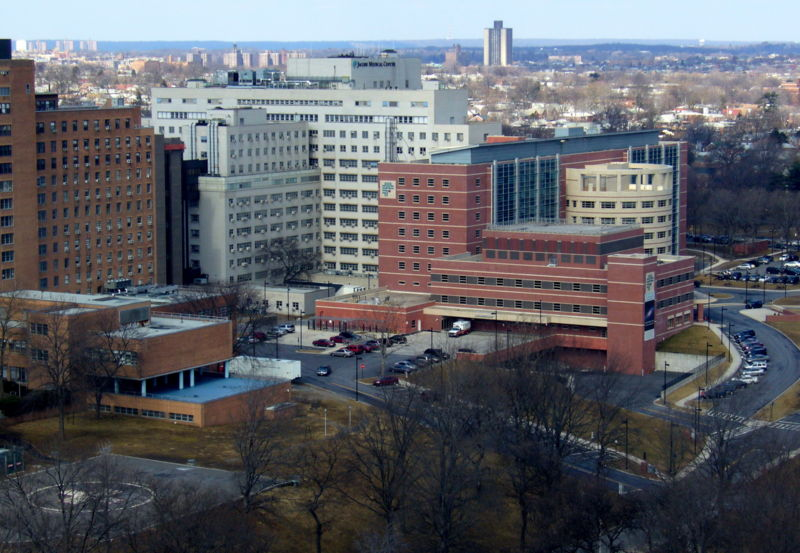
Le Jacobi Medical Center (New York)

## Honneurs posthumes
- Le Jacobi Award : Depuis 1963, l'American Medical Association (AMA) et l'American Academy of Pediatrics (AAP) décerne, en l'honneur du professeur Jacobi, le "Jacobi Award", à une personnalité qui se distingue en pédiatrie. Le premier lauréat fut le Docteur Alexis F. Hartman, Sénior, Professeur de Pédiatrie à l'Université de Washington à St Louis.
- Le mémorial "Abraham Jacobi et Carl Schurz" à Bolton Landing, New York
- Le "Jacobi Medical Center (en)" de New York est un hôpital municipal situé dans le Bronx.

## Sources externes
- (en) Sur Bookrags.com
- (en) Sur Virtualology.com